# غرينغو (فلم)
غرينغو (بالإنجليزية: Gringo) هو فيلم أكشن كوميدي أمريكي من إخراج ناش إيدغرتون وسيناريو من كتابة أنطوني تامباكيس وماثيو ستون. الفيلم من بطولة ديفيد أويلو، جويل إجيرتون، أماندا سيفريد، تشارليز ثيرون، وثاندي نيوتن، وآخرون. من المقرر أن يصدر في 9 مارس 2018، في الولايات المتحدة من طرف استوديوهات أمازون وشركة إس تي إكس إنترتينمنت.

## القصة
رجل أعمال أمريكي يمتلك حصة في شركة طبية للصيدلة علي وشك إطلاقها لاستهلاك الجمهور. تظطرب حياته رأسا علي عقب بسبب حادث يقع له في المكسيك

## بطولة
- ديفيد أويلو بدور هارولد سويينكا.
- جويل إجيرتون بدور ريتشارد روسك.
- أماندا سيفريد بدور ساني.
- تشارليز ثيرون بدور إلاين ماركينسون.
- ثاندي نيوتن بدور بوني سوينكا.
- يول فازكيز بدور أنخيل فالفيردي.
- شارلتو كوبلي بدور ميتش.
- باريس جاكسون بدور نيلي.
- مايكل أنجارانو.
- كينيث تشوي بدور مارتي.

## الإصدار
من المقرر أن يصدر الفيلم في التاسع من مارس 2018، من طرف استوديوهات أمازون وشركة إس تي إكس إنترتينمنت.

## وصلات خارجية
- مقالات تستعمل روابط فنية بلا صلة مع ويكي بيانات

لا توجد روابط لمواقع التواصل الاجتماعي.